# أولبرنهاو
الوبرنهاو (بالألمانية: Olbernhau) هي بلدة ألمانية تقع في ألمانيا في ساكسونيا. يقدر عدد سكانها بـ 10,535 نسمة .

## المدن التوأمة
مدن Brie-Comte-Robert، Litvínov، شتاتبرغن و Stia هي مدن توأمة لـالوبرنهاو.

## أعلام
- هانس ريختر